# تناجر قرمزي
التناجر القرمزي (Piranga olivacea) هو طائر مغرد أمريكي متوسط الحجم. حتى وقت قريب وُضع هذا الأخير في فصيلة التناجر، يتم تصنيفها الآن وأعضاء آخرين من جنسها على أنها تنتمي إلى الفصيلة الكاردينالية. تتشابه ريش الأنواع والأصوات مع أعضاء آخرين من الفصيلة الكاردينالية، كما أن أنواع البيرانغا تفتقر إلى المنقار المخروطي السميك (الذي يتناسب تماماً مع البذور وأكل الحشرات) والذي يمتلكه العديد من الكاردينالات.

## وصلات خارجية
- Scarlet tanager species account – Cornell Lab of Ornithology
- Scarlet tanager - Piranga olivacea USGS Patuxent Bird Identification InfoCenter
- Scarlet tanager stamps at bird-stamps.org
- "وسائط عن Scarlet tanager". إنترنت بيرد كوليكشن.
- معرض الصور عن Scarlet tanager على فيريو (جامعة دركسل)

- خريطة تفاعلية لنطاق انتشار Piranga olivacea على IUCN Red List maps